# 促激素
促進激素(Tropic hormones)是激素（英語：hormone）的一類，促進激素會引發其他內分泌腺的反應。 人體內是腦下垂體前葉合成與分泌大多數的促進激素。 此外，下視丘也會分泌促進激素影響腦下腺前葉的活動，甲狀腺所分泌的甲狀腺素也會影響下視丘的活動，因此也被認為是促進激素的一種。